# Trận Ka Nak
Trận Ka Nak là một trận đánh diễn ra trong Chiến tranh Việt Nam tại Ka Nak, tỉnh Gia Lai.
Ka Nak vốn là một căn cứ quân sự của Mỹ và Việt Nam Cộng hoà nằm án ngữ giữa An Khê và Bình Định, được sử dụng để huấn luyện binh sĩ và ngăn chặn liên lạc của Quân Giải phóng miền Nam ở Tây Nguyên và đồng bằng Nam Trung Bộ. Để xoá bỏ chốt chặn này, Bộ Tư lệnh Quân khu V và Mặt trận Tây Nguyên đã huy động Tiểu đoàn đặc công 409, Trung đoàn bộ binh 10 cùng 2 đại đội địa phương tấn công cứ điểm này từ đêm ngày 7 tháng 3 đến rạng sáng ngày 8 tháng 3 năm 1965. Tuy nhiên khi đặc công chưa kịp cắt rào kẽm gai để mở cửa đột phá thì bị lộ, hỏa lực súng máy, cối và pháo hạng nặng nã xuống dồn dập. Kết quả là cuộc tấn công không thành, khoảng 200 chiến sĩ của Quân Giải phóng tử thương (trong đó 136 thi thể phải bỏ lại chiến tuyến). Sau trận đánh, phía Việt Nam Cộng hoà đã cho xe ủi lấp xác những người lính này dưới các chiến hào.
Ngày 27 tháng 7 năm 2009, tỉnh Gia Lai đã tổ chức khánh thành Đài Tưởng niệm Liệt sĩ Ka Nak tại huyện Kbang để tưởng niệm các chiến sĩ Quân Giải phóng đã hy sinh trong trận đánh này.